# Żytowiecko
Żytowiecko (prononciation : [ʐɨtɔˈvjɛt͡skɔ]) est un village polonais de la gmina de Poniec dans le powiat de Gostyń de la voïvodie de Grande-Pologne dans le centre-ouest de la Pologne.
Il se situe à environ 11 kilomètres au nord-est de Poniec (siège de la gmina), à 9 kilomètres au sud-ouest de Gostyń (siège du powiat) et à 65 kilomètres au sud de Poznań (capitale régionale).
Le village possédait une population de 428 habitants en 2014.

## Histoire
De 1975 à 1998, le village faisait partie du territoire de la voïvodie de Leszno.

Depuis 1999, Żytowiecko est situé dans la voïvodie de Grande-Pologne.